# Danielle Nicolet
Danielle Nicolet (ur. 24 listopada 1973 w Ashtabula, w stanie Ohio) – amerykańska aktorka. Najbardziej znana z roli Cecille Horton w serialu Flash.

## Filmografia

### Film
- 1992: The Jacksons: An American Dream jako Verla
- 1993: W krzywym zwierciadle: Strzelając śmiechem jako Debbie Luger
- 1996: The Prince jako High Class Hooker
- 1996: Skok w ciemność jako Tracey
- 1996: Where Truth Lies jako Lisa
- 1998: Cień wątpliwości jako Cheryl
- 1998: Melting Pot jako Deuandranice
- 1999: Ghost Soldier
- 2000: Child 2 Man jako Freebe
- 2002: A Light in the Forest jako Britta Rinegelt
- 2004: Cudowna noc w Splicie jako Jeanie
- 2006: Tajemniczy przypadek doktora Jekylla i pana Hyde'a jako Whitney Weddings
- 2006: The Bliss jako Daisy Free
- 2009: Knuckle Draggers jako Renee
- 2009: Czas zbrodni jako Gina Hicks
- 2011: Czerwona frakcja jako Tess
- 2013: Wrestling with Parenthood jako Regina Tybor
- 2014: All Stars jako Kim Lockemer
- 2016: Agent i pół jako Maggie
- 2016: Believe jako Sharon Joseph
- 2017: Deidra i Laney okradają pociągi jako Marigold
- 2018: Zajadłość jako Sara

### Telewizja
- 1991-1992: Family Matters jako Vonda Mahoney
- 1995: Krok za krokiem jako Rita
- 1996: Diagnoza morderstwo jako Sara Gilbey
- 1996–2001: Trzecia planeta od Słońca jako Caryn (rola powracająca; 45 odcinków)
- 1997: Beyond Belief: Fact or Fiction jako przyjaciółka Sharon
- 1998: In the House jako Dianna
- 1998: Potępieniec jako Madeline Fuller
- 1999: Zwariowana rodzinka jako Melanie Trottman
- 1999: Grown Ups jako Veronica Richmond
- 2000: Undressed jako Cory
- 2001; 2009: CSI: Kryminalne zagadki Las Vegas jako Jennifer Riggs; Rhonda
- 2002: Gwiezdne wrota jako Reese
- 2002: For the People jako Lane Carhart
- 2003: Half & Half jako Sammi
- 2004: Anioł ciemności jako Tamika
- 2004–2005: Second Time Around jako Paula (rola główna)
- 2004–2005: The Bernie Mac Show jako Cheryl
- 2006: Crumbs jako Heide
- 2006: So NoTORIous jako Jeney
- 2007: The Weekend jako Debbie
- 2007: All of Us jako Jill
- 2007: Heartland jako Mary Singletary
- 2008: The Starter Wife jako Liz Marsh
- 2009: Brothers jako Amara
- 2010: Wyjdź za mnie jako Candace
- 2011–2012: Marvel Anime: X-Men jako Ororo Munroe/Storm
- 2011: The Protector jako Adrian Marsh
- 2012: Magazyn 13 jako Deb Stanley
- 2012-2015: Key & Peele jako Żona 2; Andrea; Dziewczyna
- 2013-2017: Naruto: Shippūden jako Karui; Yuago (rola głosowa; 21 odcinków)
- 2013: Family Tools jako Lisa „Stitch” Bichette (główna rola)
- 2013: Elementary jako Jennifer Sayles
- 2014: Good Session jako Andrea
- 2014–2015: Zasady gry jako Yana (9 odcinków)
- 2015-obecnie: Flash jako Cecille Horton (rola powracająca w sezonach 1, 3 i 4; rola główna od 5 sezonu)
- 2015-2016: Born Again Virgin jako Jenna (główna rola)
- 2015-2016: Da Jammies jako LaLa (rola głosowa; 7 odcinków)
- 2017: Supergirl jako Cecille Horton (odcinek Crisis on Earth-X, Part 1)

### Gry
- 2010: Tom Clancy’s H.A.W.X. 2 jako Sonnet
- 2011: Saints Row: The Third jako Shaundi
- 2012: Marvel Avengers: Battle for Earth jako Ororo Munroe/Storm; Natalia Alianovna Romanova/Black Widow
- 2013: Grand Theft Auto V jako lokalni mieszkańcy
- 2013: Marvel Heroes jako Ororo Munroe/Storm' Carol Danvers/Ms. Marvel/Captain Marvel
- 2013: Saints Row IV jako Shaundi
- 2013: Lego Marvel Super Heroes jako Ororo Munroe/Storm; Maria Hill; Carol Danvers/Ms. Marvel; Gamora
- 2015: Saints Row: Gat Out of Hell jako Shaundi
- 2015: Mortal Kombat X jako Jacqui Briggs; Sareena
- 2016: Lego Marvel's Avengers jako Carol Danvers/Captain Marvel